# Rikihiro Sugiyama
Rikihiro Sugiyama (født 1. maj 1987) er en japansk fodboldspiller, som spiller for den japanske fodboldklub Avispa Fukuoka.